# HD 71973
HD 71973，又名BD+75 342，SAO 6592、HR 3352，是一颗恒星，视星等为6.31，位于銀經139.27，銀緯32.95，其B1900.0坐标为赤經8h 25m 10.4s，赤緯+75° 32.95′ 54″。